# Eclissi solare del 25 gennaio 1982
L'Eclissi solare del 25 gennaio 1982 è stato un evento astronomico che ha avuto luogo il suddetto giorno attorno alle ore 04.42 UTC. Tale evento ha avuto luogo nella maggior parte dell'Antartide e nella Nuova Zelanda centrale e meridionale. L'eclissi del 25 gennaio 1982 è stata la prima eclissi solare nel 1982 e la 186ª nel XX secolo. La precedente eclissi solare si è verificata il 31 luglio 1981, la seguente è avvenuta il 21 giugno 1982.
Il giorno della luna nuova (novilunio), la differenza tra le distanze apparenti di luna e sole osservate sulla terra è estremamente piccola. In tale momento, se la luna si trova in prossimità del nodo lunare, cioè uno dei due punti in cui la sua orbita interseca l'eclittica, si verifica un'eclissi solare. Quando vi è assenza di ombra e la penombra raggiunge parte dell'estremità settentrionale o meridionale della terra, si verifica un'eclissi solare parziale,  che si verifica quindi presso le regioni polari della Terra.

## Percorso e visibilità
Questa eclissi solare parziale poteva essere vista nella maggior parte dell'Antartide ad eccezione della parte settentrionale della penisola antartica, così come nella Nuova Zelanda centrale e meridionale. La parte della Nuova Zelanda a ovest della linea internazionale del cambio di data ha visto l'eclissi solare il 25 gennaio. Poiché in Antartide non vi è un fuso orario definito, in alcune aree polari diurne l'eclissi risultava essere il 24 gennaio.

## Eclissi correlate

### Eclissi solari 1979 - 1982
Questa eclissi è un membro di una serie semestrale. Un'eclissi in una serie semestrale di eclissi solari si ripete approssimativamente ogni 177 giorni e 4 ore (un semestre) in nodi alternati dell'orbita della Luna.